# Parafia Matki Bożej Królowej Polski w Lisowie
Parafia Matki Bożej Królowej Polski w Lisowie − parafia rzymskokatolicka znajdująca się w diecezji rzeszowskiej w dekanacie Jasło - Zachód. 
Parafię erygowano dnia 25 maja 2005 roku, wydzielając jej obecne terytorium z dwóch parafii: św. Józefa w Skołyszynie oraz parafii Imienia Maryi i św. Mikołaja w Bączalu Dolnym (kilka domów z Bączala Górnego).